# 월터 피스톤

월터 하모르 피스톤 주니어(Walter Hamor Piston, 1894년 1월 20일 – 1976년 11월 12일)는 미국의 클래식 작곡가, 음악 이론가, 그리고 하버드 대학의 음악 교수였다.
1910년대 동안, 피스톤은 댄스 밴드에서 피아노와 바이올린을 연주하고 후에 조르주 롱기가 이끄는 오케스트라에서 바이올린을 연주하며 생계를 꾸렸다. 제1차 세계대전 중 그는 색소폰 연주를 빠르게 독학한 후 미 해군에 밴드 음악가로 입대했다.
피스톤은 1920년 하버드 대학에 입학하여 아치볼드 데이비슨에게, 클리포드 헤일먼에게 캐논과 푸가를, 에드워드 발란틴에게 화성학을, 그리고 에드워드 벌링게임 힐과 함께 작곡과 음악사를 공부했다. 그는 종종 그곳에서 다양한 음악 교수들의 조수로 일했고, 학생 오케스트라를 지휘했다.
피스톤은 각각의 분야에서 고전으로 여겨지는 음악 이론의 기술적 측면에 관한 네 권의 책을 썼다: 화성학 해석 원리, 대위법, 관현악법, 그리고 화성론. 피스톤이 음악 이론, 특히 화성적 리듬의 개념과 2차 지배적인 개념에 대한 그의 접근에서 발전시킨 몇 가지 중요한 새로운 개념들을 소개하였다. 이 작품은 저자의 일생 동안 네 판을 거쳤고, 여러 언어로 번역되었으며,  최근까지도 표준적 텍스트로 간주되었다.